# Ignacio Latierro Corta
Ignacio Latierro Corta (San Sebastián 1943) es un librero español que regentó en San Sebastián la librería Lagun junto con María Teresa Castells y José Ramón Recalde.
Su compromiso político le llevó a militar primero en el Partido comunista y posteriormente en el PSE-EE donde llegó a ser parlamentario entre 1991 y 1998.
Desarrolló una intensa oposición intelectual al franquismo primero y a ETA y su entorno después lo que le llevó a sufrir decenas de ataques y atentados por ambos grupos extremistas.

## Biografía y trayectoria profesional
En 1968 fundó la librería Lagun con María Teresa Castells y José Ramón Recalde en la plaza de la Constitución de la Parte Vieja de San Sebastián.
En los años setenta fue militante del Partido Comunista lo que le llevó a estar detenido por la venta de libros prohibidos por el régimen franquista, por organizar reuniones clandestinas con diferentes personalidades políticas opositores del franquismo y  por implicarse en la oposición al denominado proceso de Burgos.
Con la llegada de la Democracia  fue un firme opositor a la utilización de la violencia con fines políticos lo que le puso en el punto de mira de la izquierda radical nacionalista.
Sufrió ataques a partir  de1972 de los guerrilleros de Cristo Rey  y posteriormente de ETA y su entorno.
El 11 de enero de 1997  los asaltantes radicales rompieron los escaparates, penetraron en la librería, se llevaron algunos libros y encendieron una pira con ellos en la Plaza de la Constitución.

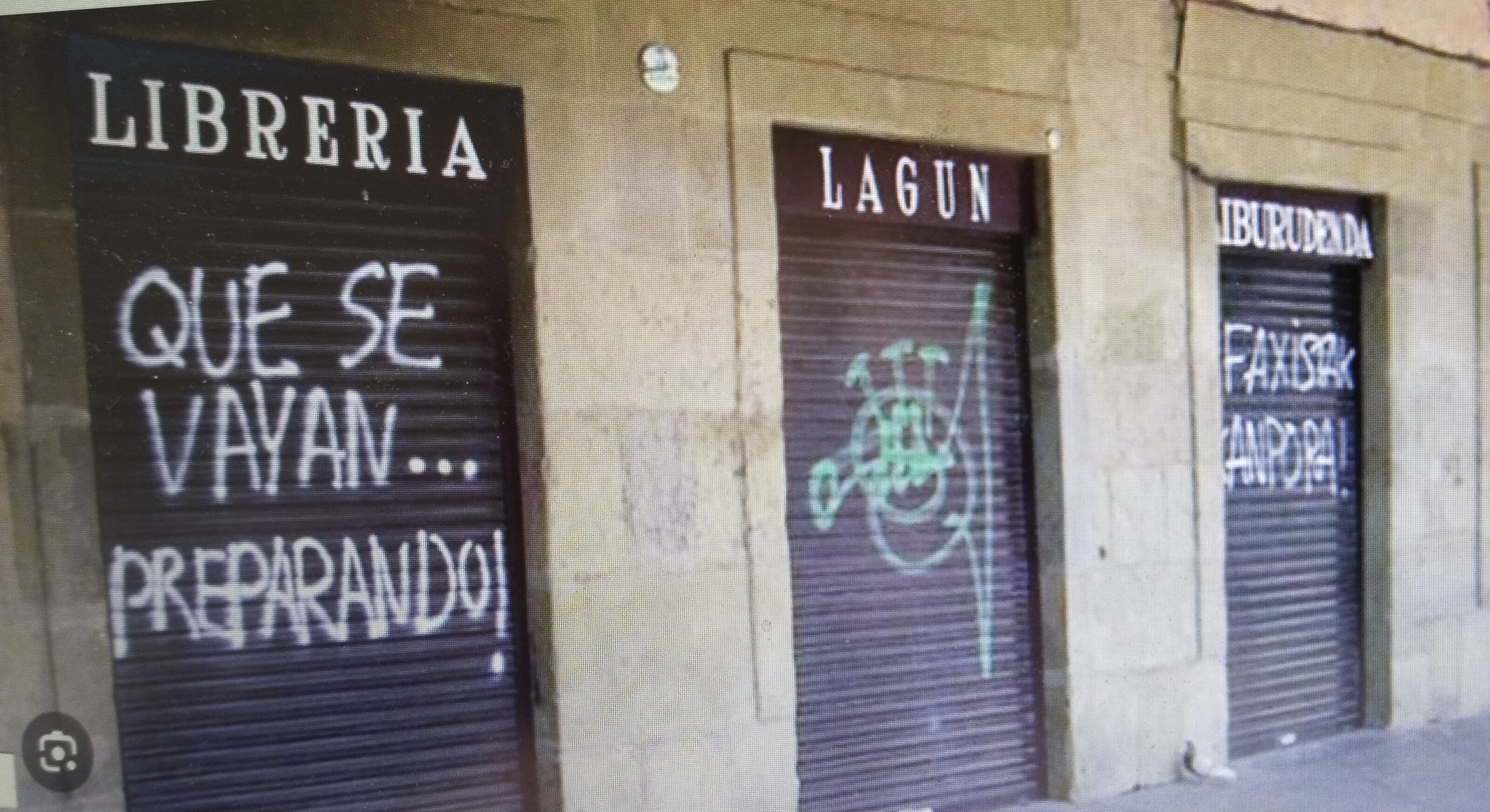
Librería Lagun

Su compromiso político le llevó a ser parlamentario del PSE-EE entre los años 1991 y 1998.
Es  colaborador del Ateneo guipuzcoano, que es la entidad cultural más antigua de San Sebastián.

## Distinciones
La distinción más importante que ha obtenido Ignacio Latierro ha sido el reconocimiento que le dedica la sociedad donostiarra por su actitud ante la defensa de las libertades. 
- Medalla al Mérito Ciudadano por el Ayuntamiento de San Sebastián. (2002)[8]
- Placa de Honor de la Orden Civil de Alfonso X el Sabio.(2018)
- La Diputación de Guipúzcoa homenajeó a los fundadores de Lagun en el teatro Victoria Eugenia de San Sebastián en el año 2018[9]